# Hesdigneul-lès-Béthune
Hesdigneul-lès-Béthune is een gemeente in het Franse departement Pas-de-Calais (regio Hauts-de-France) en telt 782 inwoners (2004). De plaats maakt deel uit van het arrondissement Béthune.

## Geografie
De oppervlakte van Hesdigneul-lès-Béthune bedraagt 2,6 km², de bevolkingsdichtheid is 300,8 inwoners per km².
De onderstaande kaart toont de ligging van Hesdigneul-lès-Béthune met de belangrijkste infrastructuur en aangrenzende gemeenten.

## Demografie
Onderstaande figuur toont het verloop van het inwonertal (bron: INSEE-tellingen).